# Aghlal
Aghlal – miasto w północnej Algierii, w prowincji Ajn Tumuszanat.